# War Metal
War Metal, auch als War Black Metal oder Bestial Black Metal bezeichnet, ist ein kakophones, aggressives und chaotisch wirkendes Subgenre des Black Metal.

## Entstehung

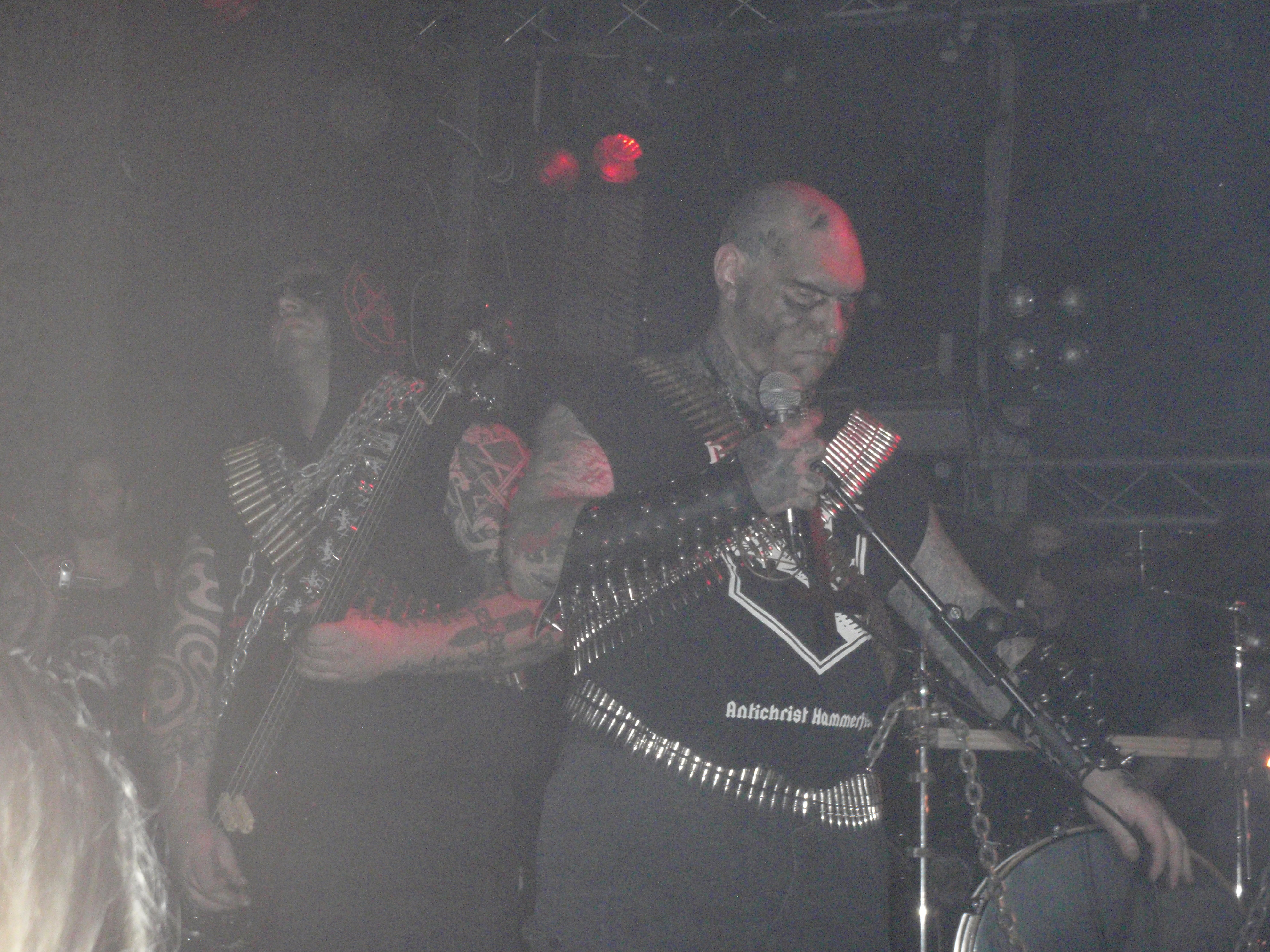
Blasphemy auf dem Black Flames of Blasphemy Festival 2009

Der Stil entstand in den späten 1980er und frühen 1990er Jahren in Finnland und Nordamerika aus Elementen des frühen Death Metal (beeinflusst durch Gruppen wie Sarcófago), Thrash Metal (insbesondere durch Sodom und Possessed inspiriert), Hardcore Punk und den frühen Vertretern des Black Metal. Einer der ersten Vertreter war Blasphemy aus Kanada. Weitere frühe Vertreter waren Bestial Warlust aus Australien und Goatpenis aus Brasilien. Als eigenes Subgenre ist der War Metal eng mit Conqueror aus Kanada verbunden.

## Stil

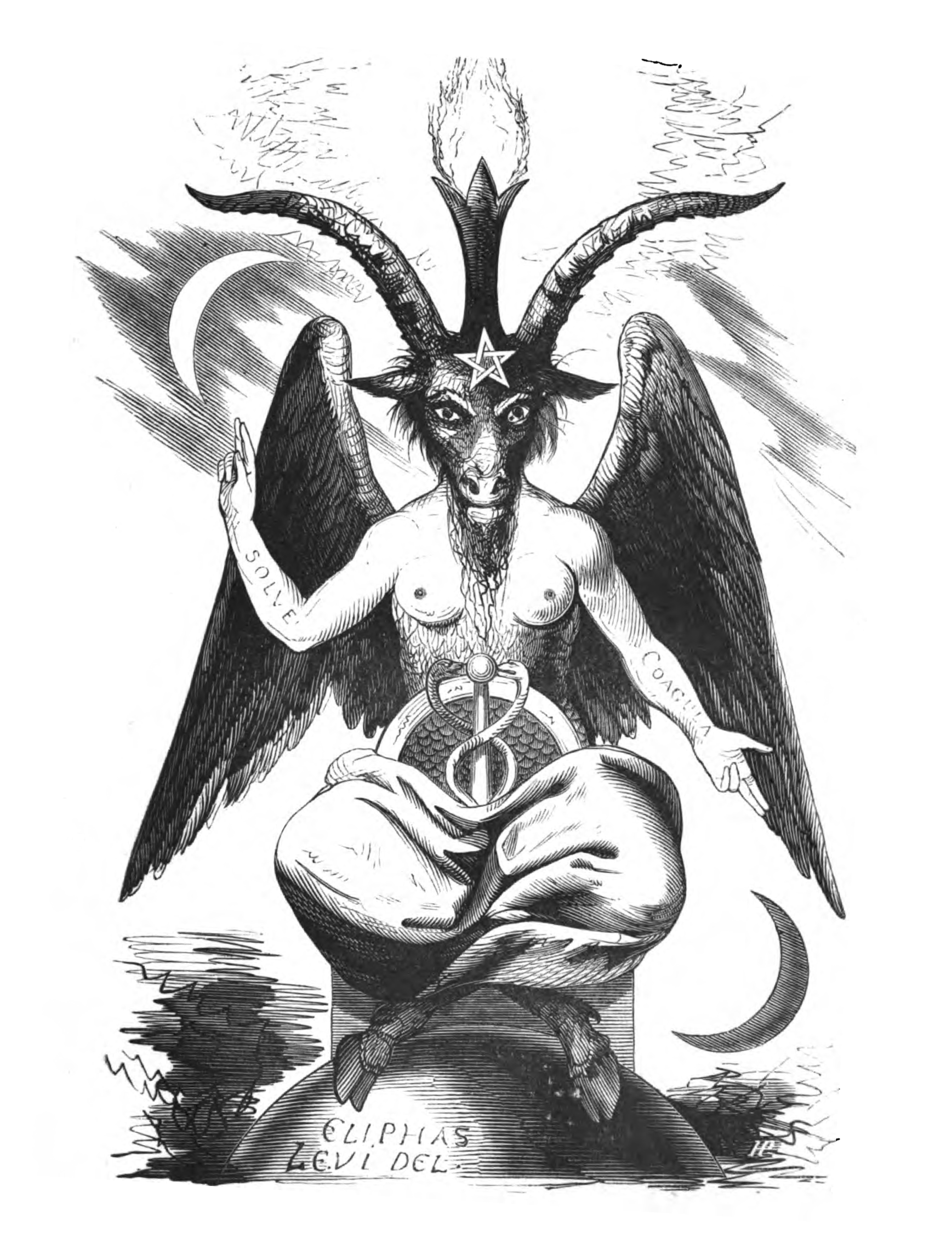
Baphomet-Darstellung aus dem Buch Dogme et Rituel de la Haute Magie des französischen Okkultisten Éliphas Lévi

Die Existenz als eigenständiges Subgenre ist umstritten. Kim Kelly von Invisible Oranges definiert War Metal als „ein blasphemischer, gewalttätiger Black-/Death-Metal-Hybrid, so extrem schnell, roh und chaotisch, dass er oft an Grind grenzt“. Sein Kollege Rhys Williams beschreibt Kellys Artikel als exzellent und beschreibt den Stil als „das Hirn pulverisierende Mixtur aus bestialischem Black Metal im Stil von Beherit mit wirbelndem Death Metal im Incantation-Stil und einer Prise Power-Electronics-/Harsh-Noise-Kakophonie“. Das Genre habe sich seit 1993 kaum verändert. Die elektrische Gitarre ist häufig etwas tiefer als im Black Metal gestimmt, eher dem Death Metal entsprechend. Das Schlagzeug agiert mit schnellen Blastbeats, wird aber auch mit mittlerem Tempo gespielt. Der Gesang im War Metal unterscheidet sich von dem im norwegisch geprägten Black Metal typischen Kreischen und entspricht eher dem im Death Metal üblichen Growling. Der Rock-Hard-Journalist Wolf-Rüdiger Mühlmann beschreibt den Stil als wild und hämmernd.
Zur typischen Ästhetik gehören Apokalypse, Krieg, Blasphemie, Lebensfeindlichkeit, Gasmaskenhauben, Patronengurte, Baphomet-Figuren. Als Beispiele nennt Kelly Blasphemy mit schwarzen Kapuzen und kahlgeschorenen Schädeln, Revenge mit „Ackern von Munition“, Blasphemophaghers „nukleare Fixierung“, Conquerors Stacheldraht und Totenschädel und Goatpenis. Das Gesamtbild: „Hass.Intoleranz.Einschüchterung.“

## Bekannte Interpreten (Auswahl)
- Archgoat
- Axis of Advance
- Bestial Warlust
- Beherit
- Black Witchery
- Blasphemophagher
- Blasphemy
- Conqueror
- Decrepit Soul
- Diocletian
- Goatpenis
- Impaled Nazarene (Frühwerk)
- Impiety
- Kapala
- Morbosidad
- Necromessiah
- Proclamation
- Revenge
- Truppensturm